# Tetracheilostoma
Genre
Synonymes
- Eucephalus Fitzinger, 1843 nec Laporte, 1834

Tetracheilostoma est un genre de serpents de la famille des Leptotyphlopidae. 

## Répartition
Les espèces de ce genre se rencontrent dans les petites Antilles.

## Liste des espèces
Selon The Reptile Database (6 déc. 2011) :
- Tetracheilostoma bilineatum (Schlegel, 1839)
- Tetracheilostoma breuili (Hedges, 2008)
- Tetracheilostoma carlae (Hedges, 2008)
- Tetracheilostoma  nov (2016) , découvert en Martinique en novembre 2016 par Maël Dewynter et Blair Hedges. Avec moins de 10 cm, c'est le plus petit serpent au monde, titre détenu précédemment par le Tetracheilostoma carlae.

## Publication originale
- Jan, 1862 "1861" : Note sulla famiglia dei tiflopidi sui loro generi e sulle specie del genere Stenostoma. Archivio Per La Zoologia, l'Anatomia e la Fisiologia, vol. 1, p. 178–199 (texte intégral).